# Georg von Owstin
Georg Bogislav Friedrich Ludwig Wilhelm von Owstin (* 27. April 1788 in Thurow, Kreis Anklam; † 7. März 1868 in Stettin) war ein preußischer Generalmajor.

## Leben

### Herkunft
Georg war der Sohn des preußischen Kapitäns und Herrn auf Thurow Hans Friedrich Wilhelm von Owstin (1747–1801) und dessen Ehefrau Juliana Albertine Beate, geborene von Calbow (1753–1795).

### Militärkarriere
Owstin besuchte das Berliner Kadettenhaus und wurde am 1. April 1804 als Gefreitenkorporal im Infanterieregiment „von Owstin“ der Preußischen Armee angestellt, dessen Chef sein Verwandter Carl Philipp von Owstin war. Er avancierte im Juni 1806 zum Fähnrich, geriet während des folgenden Vierten Koalitionskrieges im Gefecht bei Lübeck verwundet in Gefangenschaft und wurde 1807 auf Halbsold gesetzt.
Am 4. August 1810 wurde Owstin mit Patent vom 27. Juni 1808 zum Sekondeleutnant befördert und 1811 zur Arbeitsbrigade nach Pommern abkommandiert. Am 12. Mai 1812 wurde er dem Colberger Infanterie-Regiment aggregiert und am 8. Oktober 1812 dort einrangiert. Während der Befreiungskriege nahm Owstin an den Belagerungen von Wittenberg, Landrecies, Philippeville und Givet sowie in den Schlachten bei Großgörschen und Bautzen teil, wo er das Eiserne Kreuz II. Klasse erwarb. Ferner kämpfte er in den Gefechten bei Halle und Colditz.
Bis Anfang Dezember 1818 stieg Owstin zum Kapitän und Kompaniechef auf. Am 19. August 1834 wurde er mit Patent vom 20. August 1834 etatmäßiger Major und erhielt in dieser Stellung am 8. Juni 1838 den Orden des Heiligen Wladimir IV. Klasse. Am 30. März 1844 wurde er zum Oberstleutnant befördert und Mitte September 1845 mit dem Roten Adlerorden III. Klasse mit Schleife ausgezeichnet. Unter Beförderung zum Oberst beauftragte man ihn am 27. März 1847 mit der Führung des 4. Infanterie-Regiments und ernannte Owstin am 13. Januar 1848 zum Regimentskommandeur.
Am 25. Juli 1848 wurde er Kommandant der Festung Königsberg und gleichzeitig dem 4. Infanterie-Regiment aggregiert. Unter Verleihung des Charakters als Generalmajor erhielt Owstin am 12. März 1853 seinen Abschied mit einer Pension. Er starb am 7. März 1868 in Stettin.

### Familie
Owstin heiratete am 31. Juli 1835 in Stettin Pauline Luise Adelheid Charlotte von Radecke (1816–1871). Aus der Ehe ging die Tochter Maria Karoline Henriette Adolfine Juliane (1845–1852) hervor.